# Хандыга (река)
Ха́ндыга (также Хаандыга, Лосёвая) — река в Таттинском улусе и Томпонском районе Якутии, правый приток Алдана. Длина реки — 281 км (303 км от истока Лабыгы). Площадь водосборного бассейна — 9090 км².
Река берет начало на южных склонах Верхоянского хребта на высоте более 995 м над уровнем моря. Течёт преимущественно на юго-запад сперва по горной местности, а затем по лесотундре с преобладанием лиственницы. Впадает в Алдан по правому берегу на отметке 92 м над уровнем моря, ниже впадения в Алдан реки Томпо, в 309 км от устья Алдана. Берега в низовьях обрывистые, высотой до 6 м. Ширина перед устьем — 122 м при глубине 1,8 м; скорость течения в низовьях составляет 0,8 м/с. Населённые пункты на реке отсутствуют. 

## Основные притоки
Указаны притоки длиной 30 км и более
| Название | Расстояние от устья | Длина | Положение |
| -------- | ------------------- | ----- | --------- |
| Делиннэ  | 13                  | 39    | правый    |
| Уяна     | 64                  | 189   | правый    |
| Лабыгы   | 76                  | 227   | левый     |
| Дёлюнгке | 148                 | 99    | правый    |

## Данные водного реестра
По данным государственного водного реестра России и геоинформационной системы водохозяйственного районирования территории РФ, подготовленной Федеральным агентством водных ресурсов:
- Бассейновый округ — Ленский
- Речной бассейн — Лена
- Речной подбассейн — Алдан
- Водохозяйственный участок — Алдан от впадения реки Амга до устья
- Код водного объекта — 18030600912117300055600